# R-934UM
R-934UM Nawałnica (ros. Р-934УМ Гроза) – zautomatyzowana stacja zagłuszająca służąca do wykrywanie źródeł emisji radiowej, ich namierzania oraz zagłuszania. Jest na wyposażeniu oddziałów Sił Zbrojnych Federacji Rosyjskiej i Sił Zbrojnych Republiki Białorusi.

## Historia
Konstrukcja stacji została opracowana na bazie stacji R-934U "Udar". Stacja została wprowadzona do użytku w armii rosyjskiej w latach 2008-2010. Jest częścią systemu walki elektronicznej opracowanego przez białoruską firmę „KB Radar”, służy do zagłuszania łączności radiowej, satelitarnej, systemów radiotelefonicznych VHF i mobilnych systemów radiowych. Jest wyposażona w radiostację, która pracuje samodzielnie lub jako część systemu nadzorowanego przez system R-330Ż Żitiel lub RB-301B Borisoglebsk-2. Stacja jest zdolna do zagłuszania sygnałów w promieniu do 30 km.
Wersja rozwojowa R-934UM2 (ros. Р-934УМ-2 Гроза-6) została wprowadzona do użytku w 2015 r. i umożliwia szybsze wykrywanie źródeł emisji, większą dokładność namierzania, generowanie cyfrowego sygnału zagłuszającego, pozycjonowanie i zagłuszanie fal radiowych z zaprogramowaną korektą częstotliwości pracy lub jednocześnie 16 fal radiowych pracujących na stałych częstotliwościach. Pozwala to na wykrywanie dronów przeciwnika, zakłócanie ich łączności satelitarnej z naziemną stacją kontroli w celu wymuszenia ich awaryjnego lądowania.
Od grudnia 2017 r. stacje R-934UM2 znajdują się na wyposażeniu armii Białorusi. Jest też na wyposażeniu sił zbrojnych Armenii, Libii i Zjednoczonych Emiratów Arabskich.
Kolejnym rozwinięciem stacji jest wersja R-934UM2 Groza-S – mobilna stacja do walki elektronicznej z dronami, montowana na różnego rodzaju podwoziach, w tym na pojazdach lekko opancerzonych i cywilnych. Opracowano również wersję Groza-O – kompleks stacjonarny służący do zapewnienia ochrony obiektów strategicznych i umożliwiający określenie lokalizacji operatora UAV. Wersja Groza-Z1 to mobilny system ochrony obiektów stacjonarnych, dostosowany do montażu na nadwoziu dowolnych furgonetek i ciężarówek. Groza-Z1 pozwala na stworzenie dziesięciokilometrowej strefy ochronnej wokół osłanianego obiektu.

## Konstrukcja
Stacja jest zamontowana w kontenerze na nadwoziu ciężarówki Ural-43203, w którym znajdują się dwa stanowiska operatorskie. Korzysta z zamontowanych na nim dziewięciu anten nadawczo-odbiorczych. Wymaga zasilaniem prądem z sieci o napięci 220 V lub 380 V, zasilanie awaryjne zapewniają akumulatory lub dwa agregaty prądotwórcze zamontowane na ciężarówce.
Stacja jest zdolna do prowadzenia wywiadu radiowego w zakresie od 100 do 2000 MHz, w zakresie zagłuszania obsługuje zakres od 100 do 400 MHz. Posiada szybkość skanowania zakresu częstotliwości w trybie wykrywania ok. 800 MHZ/s a trybie namierzania ok. 400 MHz/s. Antena nadawcza emituje wiązkę o szerokości w poziomie 120° a w pionie 40°. Stacja może pracować samoistnie, w parze z podobnym urządzeniem jako stacja nadrzędna lub podrzędna. Obsługę zapewniają w czasie pokoju trzy osoby, podczas działań bojowych do obsługi dodawana jest dodatkowa osoba. Rozwinięcie stacji do położenia bojowego zajmuje obsłudze 45 min.

## Użycie bojowe
Stacja została zidentyfikowana zimą 2015 roku na obrzeżach Ługańska. Wg. rosyjskich doniesień na terenie Syrii zastosowanie stacji R-934UM2 przyczyniło się do zniszczenia dwóch amerykańskich dronów MQ-9 Reaper i ok. siedemdziesięciu dronów Bayraktar TB2.